# Steatoda paykulliana
Steatoda paykulliana là một loài nhện thuộc họ Theridiidae, sinh sống ở Nam Âu, Bắc Phi và Tây Á.
Con cái dài đến 15 mm, con đực dài 5 mm. Nhện này thường bị nhầm lẫn với loài Latrodectus vì bụng màu đen, hình cầu. Loài này sinh sống theo đá và đá mất tòa nhà và các đồn điền. Chất độc từ nọc độc của nó đầu độc thần kinh yếu hơn của góa phụ đen.